# Salmon (Idaho)
Salmon is een plaats (city) in de Amerikaanse staat Idaho, en valt bestuurlijk gezien onder Lemhi County.

## Demografie
Bij de volkstelling in 2000 werd het aantal inwoners vastgesteld op 3122.
In 2006 is het aantal inwoners door het United States Census Bureau geschat op 3059, een daling van 63 (-2,0%).

## Geografie
Volgens het United States Census Bureau beslaat de plaats een oppervlakte van
4,6 km², waarvan 4,5 km² land en 0,1 km² water. Salmon ligt op ongeveer 1202 m boven zeeniveau.

## Plaatsen in de nabije omgeving
De onderstaande figuur toont nabijgelegen plaatsen in een straal van 96 km rond Salmon.

## Geboren
- J.D. Cannon (1922-2005), acteur